# Gelbe Erde
Gelbe Erde (Originaltitel: chinesisch 黃土地 / 黃土地, Pinyin Huáng tǔdì; internationaler Titel: englisch Yellow Earth) ist ein chinesischer Film von Chen Kaige aus dem Jahr 1984. Er gilt als ein Meilenstein des modernen chinesischen Filmschaffens, denn er brach mit den bis dato in der China geltenden politisch-künstlerischen Maßstäben und war der erste Film in China, der nach der Mao-Ära international wahrgenommen wurde. Gelbe Erde ist der Schlüsselfilm der „Fünften Generation“ chinesischer Filmemacher, zu deren bekanntesten Vertretern der Regisseur Chen Kaige und sein Kameramann Zhang Yimou gehörten.

## Handlung
Der Film spielt in China um 1940 in der bitterarmen Lößebene im Einzugsbereich des Gelben Flusses. Ein junger und idealistischer Soldat der kommunistischen Armee wurde ausgesandt über Land zu ziehen, um bei den Bauern Volkslieder zu sammeln, damit diese in revolutionäre Weisen umgewandelt werden können. Er trifft in einem Dorf auf das Mädchen Cuiqiao, ihren alten Vater und den jüngeren Bruder und muss erkennen, dass das Leben der Leute nicht nur von tiefer Armut und tief verwurzelten Traditionen geprägt ist, sondern dass die Lieder, die von eben jenem Leben erzählen, zur revolutionären Zweitverwertung nicht taugen. Er gewinnt das Vertrauen der ca. 13-jährigen Cuiqiao, die den Haushalt der kleinen und besonders armen Familie führt. Er beobachtet sie, hört ihrem Gesang zu und sucht vorsichtig das Gespräch. Sie ist als einzige im Dorf überhaupt gewillt, seine Ideen von Freiheit und Gleichheit anzuhören. Sie hört seine Erzählungen von einem Ort, an dem Frauen mehr wert sind als in ihrem Dorf. Wenig später zieht er weiter, Cuiqiao muss den Traditionen und den materiellen Nöten der Familie gehorchen und wird an einen sehr viel älteren Mann verheiratet. Der Erlös dieser Heirat, so hat ihr der Vater gesagt, ist eingeplant, um später den jüngeren Bruder angemessen verheiraten zu können. Die Hoffnung, die der Soldat geweckt hatte, bricht in sich zusammen.